# 刘泰之
刘泰之（？—450年3月5日），一名坦之，彭城郡彭城县丛亭里（今江苏省徐州市）人，刘宋官员。

## 生平
元嘉二十七年（450年）二月，魏太武帝派遣永昌王拓跋仁率领步兵和骑兵一万多人，驱赶从淮西六郡俘虏的百姓驻扎在汝阳郡，宋文帝刘义隆命派队主吴香炉乘坐驿站马匹带自己的敕令给徐州刺史武陵王刘骏，命令刘骏派一千骑兵带着三天粮食去进攻汝阳郡。刘骏征发一百里以内的马匹，得到一千五百匹马，众将商议推举别驾刘延孙为元帅，刘延孙推辞不肯去，举荐参军刘泰之代替自己做元帅。刘骏询问司马王玄谟、长史张畅，张畅等人都赞成这个意见。刘骏于是分兵五路，以刘泰之为元帅，与安北骑兵行参军垣谦之、田曹行参军臧肇之、集曹行参军尹定、武陵国左常侍杜幼文各率一军。到达谯城之后，宋军再次挑选人马，选出一千一百名精锐骑兵，直向汝阳前进。魏军只以为宋军的救兵会从寿阳来，没料到北方彭城方向的宋军援军。魏军的军营扎在汝阳城北，离城三里左右。刘泰之等人到达时，魏军完全没有察觉。二月丁酉（450年3月5日），刘泰之等人直接冲入魏军大营发起突然袭击，杀死三千多人，焚烧魏军的军事物资。北魏军队一时之间逃走溃散，宋军追击，但因为已经行走了一整天，人马都很疲倦，就退回汝南郡。汝阳城内有一个军营，驻扎有魏军的骑兵和步兵五百人，魏军登上汝阳城知道刘泰之没有后援，又有北魏钜鹿公余嵩从虎牢率领士兵来支援，魏军就出城进攻刘泰之。刘泰之的军队没有进食，早上开战已经疲劳，还没能布下军阵，垣谦之先行撤退，宋军惊恐混乱，放弃兵器逃走，迷失道路前去渡过溵河，溵河水深岸高，人和马都下水争相渡河，刘泰之一个人不肯离开，说：“军队溃败成这这样，我还有什么面目再回去？”刘泰之下马坐在地上，被魏军杀死，臧肇之溺水而死，督战的殿中将军程天祚被俘虏。

## 家庭

### 子女
- 刘承伯[7][8]

### 孙子女
- 刘懋，北魏镇远将军、太尉司马